# Where to Invade Next
Where to Invade Next is een Amerikaanse documentaire uit 2015, geregistreerd door Michael Moore. De film volgt de reis van Moore naar verschillende landen met het doel om te laten zien op welke wijze deze landen omgaan met maatschappelijke en economische kwesties die volgens hem niet goed in de Verenigde Staten worden aangepakt. De bezochte landen zijn Italië, Frankrijk, Finland, Slovenië, Duitsland, Portugal, Noorwegen, Tunesië en IJsland.

## Samenvatting
Moore bezoekt een aantal landen om te laten zien welke maatschappelijke hervormingen en voorzieningen volgens hem in de Verenigde Staten doorgevoerd moeten worden. De onderwerpen zijn arbeidsrechten, onderwijs, drugsbeleid, juridische systeem en gezondheidszorg.
De volgende landen worden besproken: 
- Italië: Arbeidsrechten, arbeidsomstandigheden, doorbetaalde vrije dagen, dertiende maand en doorbetaald zwangerschapverlof.
- Frankrijk: Schoollunch en seksuele voorlichting.
- Finland: Onderwijs zonder huiswerk en standaardtesten.
- Slovenië: Onderwijs zonder studieschulden.
- Duitsland: Arbeidsrechten met het evenwicht tussen werk en vrije tijd. Ook de omgang met het verleden van Nazi-Duitsland wordt behandeld.
- Portugal: Drugsbeleid, gezondheidszorg en de afschaffing van de doodstraf.
- Noorwegen: Humane gevangenissysteem.
- Tunesië: Vrouwenrechten, abortus en de rol van vrouwen in de Tunesische Revolutie.
- IJsland: Vrouwen in de politiek en de vervolging van bankiers na de IJslandse bankencrisis.